# Замковий Лев Семенович
Ле́в Семе́нович Замкови́й (Замковой, нар. 1887, Київ — після липня 1961-го) — російський і радянський актор, кінорежисер, організатор кіновиробництва. Один з організаторів Всеукраїнського кінокомітету. Учень Євгена Лепковського.

## Життєпис
У Києві 1905 року закінчив театральну школу-студію Євгена Лепковського, 1906 року закінчив Київське художнє училище по класу портрету.
З 1905 року — актор в театрах Миколи Соловцова (Київ). Згодом працював актором в театрах Одеси, Батумі, Баку.
З 1904 року був членом більшовицької партії. Протягом 1908—1918 перебував у політеміграції в Франції та США. З 1913 — актор, художник і режисер кіностудій «Vitagraph» (США), Пате (Франція) та ін. «Записано з його слів: „Працював в Америці, відкрив ринок для наших фільмів“ (Архів відділу кіномистецтва й телебачення Інституту мистецтвознавства, фольклористики та етнології ім. М. Т. Рильского НАН України)».
Навчався в Паризькій академії мистецтв.
З 1918 року працював у Москві — спочатку у Вищій раді народного господарства, згодом став заступником голови і завідувачем виробництвом Московського кінокомітету.
1919 року переїхав до Києва, де організував Всеукраїнський кінокомітет, працював над створенням перших українських радянських фільмів. В умовах громадянської війни знімав просвітницько-пропагандистські фільми, зокрема фільм «Жертви підвалу» про туберкульоз як соціальну хворобу та агітаційний фільм «Той, що прозрів», де він сам зіграв роль комісара.
Є відомості, що 1926 року проживав у Москві за адресою: Мамонівський провулок, 6. Працював в профспілкових органах працівників мистецтв, був депутатом Московської ради.
1926—1927 років, працюючи також уповноваженим «Совкіно» в США і використовуючи свої зв'язки в цій країні, просував радянські фільми в американський прокат.

## Зняв фільми
- 1919 — Той, що прозрів (Всеукраїнський кінокомітет)
- 1919 — Жертви підвалу (документальний фільм за своїм же сценарієм, Всеукраїнський кінокомітет)
- 1929 — Розлом (Міжробпомфільм)
- 1931 — Три паради (документальний фільм, «Востоккіно», Ялтинська кіностудія)
- 1956 — Багато галасу з нічого (фільм-спектакль: Мосфільм, Театр ім. Вахтангова)